# James Harder
James Albert Harder, Ph.D., (2 tháng 12 năm 1926 – 30 tháng 12 năm 2006) là giáo sư kỹ thuật dân dụng và thủy lực tại Đại học California, Berkeley. Ông là một giáo sư danh dự ở đó.

## Nghiên cứu UFO
Tiến sĩ Harder có lẽ được biết đến như là một nhà nghiên cứu UFO nổi tiếng, đã nghiên cứu đề tài này trong hơn 50 năm, lần đầu tiên quan tâm vào năm 1952. Ông là Giám đốc Nghiên cứu của Tổ chức Nghiên cứu Hiện tượng Không gian (APRO) từ 1969–1982. APRO là một trong những tổ chức dân sự đầu tiên nghiên cứu hiện tượng UFO. Khi Ủy ban Khoa học và Du hành Vũ trụ Hạ viện Hoa Kỳ tổ chức các phiên điều trần về UFO vào năm 1968, ông là một trong sáu nhà khoa học được yêu cầu làm chứng về UFO trước ủy ban. Trong một cuộc phỏng vấn năm 1998, Harder nói rằng chủ đề này thường bị cộng đồng khoa học đối xử khinh miệt, nhưng ông vẫn là một trong số khoảng 300 học giả đang nghiên cứu hiện tượng này.
Harder là nhà điều tra chính trong một số trường hợp UFO cổ điển, chủ yếu liên quan đến vụ người ngoài hành tinh bắt cóc, bao gồm vụ bắt cóc Pascagoula và vụ bắt cóc Travis Walton năm 1975. Ông cũng tiếp quản cuộc điều tra vụ bắt cóc Betty và Barney Hill và tiếp tục nó trong nhiều năm. Theo Harder, trong khoảng 95% các vụ bắt cóc mà ông tiến hành nghiên cứu, những kẻ bắt cóc được báo cáo rằng cuộc gặp gỡ là tích cực, nhân từ và/hoặc khai sáng. Ông cũng điều tra các tuyên bố cảm xạ từ xa của huyền thoại CIA Pat Price (người được cho là đã chết trong tình huống đáng ngờ vào năm 1975). Dựa trên quan sát từ xa của mình, Price tin rằng người ngoài hành tinh có căn cứ dưới lòng đất tại bốn địa điểm trên Trái Đất.

## Ý kiến và giả thuyết về UFO và người ngoài hành tinh
Harder từ lâu đã là một người ủng hộ mạnh mẽ nguồn gốc ngoài hành tinh cho UFO, hay giả thuyết ngoài Trái Đất. Ông cũng tin chắc rằng chủ đề này đã được chính phủ Mỹ che đậy, điều mà ông vô cùng lo lắng khi nghĩ về những gì đang xảy ra.
Một trong những tuyên bố gây tranh cãi hơn của ông, chủ yếu dựa trên liệu pháp thôi miên hồi quy đối với những kẻ bắt cóc ngoài hành tinh bị cáo buộc, đó là có một “Liên bang Thiên hà” của người ngoài hành tinh tương tự như Liên Hợp Quốc của chúng ta. Có lẽ có tới 57 chủng loài ngoài hành tinh trong Liên bang này (một số, theo ông, thường xuất hiện trong hồi ức của người bị bắt cóc). Một số chủng tộc đã đến thăm Trái Đất và nghiên cứu con người trong một thời gian rất dài, và nói chung là nhân từ, ông tin rằng (mặc dù không phải lúc nào cũng vậy). Nhiều người giao tiếp qua thần giao cách cảm, và, Harder nói, đôi khi có thể được truyền cảm qua các đối tượng trong khi họ bị thôi miên.
Harder cũng đã áp dụng khoa học vật lý và nền tảng kỹ thuật của mình vào nghiên cứu về UFO. Trong lời khai trước Quốc hội năm 1968, Harder đã đề cập đến phân tích vật lý các mảnh magie được tìm thấy vào năm 1957 gần Ubatuba, Brasil, được cho là đến từ một chiếc đĩa bay phát nổ. Magnesi có độ tinh khiết rất cao. Harder phỏng đoán rằng kim loại nhẹ, thường rất giòn, có thể trở nên đặc biệt cứng và mạnh nếu được tinh chế và thoát ra từ các mảnh tinh thể bị thiếu. Nếu đó là trường hợp, nó sẽ là một kim loại rất tốt để chế tạo một thiết bị bay. Việc chế tạo các kim loại cường độ cao như vậy hiện được cho là có thể làm ra với những hiểu biết thu được từ lĩnh vực công nghệ nano mới nổi.
Một giả thuyết khác được Harder đưa ra từ vụ chứng kiến UFO hình bầu dục của một nhà hóa học tên Wells Allen Webb ở gần Phoenix.  Webb ang đeo kính Polaroid và nhận thấy ba vòng tối đồng tâm xung quanh vật thể. Harder nghĩ rằng việc quan sát có thể được giải thích bằng một từ trường rất mạnh bao quanh vật thể khiến ánh sáng phân cực từ mặt trời bị quay hoặc hiệu ứng Faraday. Chính xác làm thế nào từ trường này có thể giải thích lực đẩy của vật thể không rõ ràng, nhưng ông nghĩ rằng nó có thể được kết nối với hấp dẫn từ học, một dạng tương tự của điện từ, dự đoán từ thuyết tương đối rộng. Về mặt lý thuyết, một trường giống như trọng lực có thể được tạo ra bởi một khối chuyển động, nhưng hiệu ứng thường là rất nhỏ. Harder một lần nữa không chắc chắn làm thế nào một lực hấp dẫn thực tế có thể được tạo ra.

## Trình độ
- Cử nhân Khoa học, 1948,  Viện Công nghệ California
- Thạc sĩ Khoa học tự nhiên, Kỹ thuật dân dụng, 1952, UC Berkeley
- Tiến sĩ, Cơ học chất lỏng, 1957, UC Berkeley

## Sự nghiệp
- Hải quân Mỹ, 1944–1945 (kỹ thuật viên điện tử)
- Kỹ sư thiết kế, Sở Bảo tồn Đất, Bộ Nông nghiệp Mỹ, 1948–1950
- UC Berkeley, Kỹ sư thường trú, 1952–1957
- UC Berkeley, Trợ lý Giáo sư, Kỹ thuật Thủy lực, 1957–1962
- UC Berkeley, Phó Giáo sư Kỹ thuật Dân dụng, 1962–1970
- UC Berkeley, Giáo sư Kỹ thuật Dân dụng, 1970–1991
- UC Berkeley, Giáo sư danh dự (1991)

Các lĩnh vực quan tâm chính: Phân tích hệ thống thủy lực; thủy văn nước mặt; mô phỏng analog.

## Tổ chức
- Thành viên của Hiệp hội vì Sự Tiến bộ của Khoa học Mỹ (AAAS)
- Thành viên của Hiệp hội Kỹ sư Dân dụng Mỹ (ASCE)
- Thành viên sáng lập, website Hiệp hội Khám phá Khoa học